# عدد هرشد
عدد هَرشَد (بالإنجليزية: Harshad number)‏ أو عدد نيفين (بالإنجليزية: Niven number)‏ أو متعدد الأرقام (بالإنجليزية: multidigital number)‏ هو عدد قابل للقسمة على مجموع أرقامه (عادة في نظام العد العشاري).
الأعداد الهرشد الأولى في نظام العد العشري هي 	1, 2, 3, 4, 5, 6, 7, 8, 9, 10, 12, 18, 20, 21, 24, 27, 30, 36, 40, 42, 45, 48, 50, 54, 60, 63, 70, 72, 80, 81, 84, 90, 100, 102, 108, 110, 111, 112, 114, 117, 120, 126, 132, 133, 135, 140, 144, 150, 152, 153, 156, 162, 171, 180, 190, 192, 195, 198, 200, 201, 204...
الأعداد الهرشد الأولى في نظام العد الثنائي هي  ,1 ,2 ,4 ,6 ,8 ,10 ,12 ,16 ,18 ,20 ,21 ,24 ,32 ,34 ,36 ,40 ,42 ,48 ,55 ,60 ,64 ,66 ,68 ,69 ,72 ,80 ,81 ,84 ,92 ,96 ,108 ,110 ,115 ,116 ,120 ,126 ,128 ,130 ,132 ,136 ,138 ,144 ,155 ,156 ,160 ,162 ,168 ,172 ,180 ,184 ,185 ,192 ,204 ,205 ,212 ,216 ,220 ,222 ,228...
كل عدد ينتمي إلى سلسلة أعداد هرشد في نظام عد معين أو أكثر. مثلا 24 عدد هرشد في نظام العد ذا الأساس 2 أو 3 أو 4 أو 5 أو 6 أو 7 أو 8 أو 9 أو 10 أو 11 أو 12 أو 13 أو 18 أو 21 أو 22 أو 23 أو 24+.

## خصائص
- أثبت غراندمان (بالإنجليزية: grundman)‏ أنهُ لا يوجد أكثر من 20 عددا من أعداد هرشد متتالية في نظام العد العشري، ووجد غراندمان أصغر متتالية للعشرين عددا من أعداد هرشد وكان لدى كل عدد هرشد 44363342786 رقما.
- العدد الهرشد الكلي (معرب من all-harshad number) هو عدد هرشد في جميع أنظمة العد، ويوجد فقط أربعة أعداد هرشد كلية وهي 1، 2، 4، 6.
- في نظام العد الثنائي يوجد 961 عددا من  أعداد هرشد  من أصل الاعداد الـ5000 الأوائل (19% تقريبا)، بينما في نظام العد العشري يوجد 899 عددا من أعداد هرشد  من أصل 5000 (17% تقريبا).